# 꽃잎을 먹고 사는 기관차
《꽃잎을 먹고 사는 기관차》는 6장으로 이루어진 임희재(任熙宰, 1922-1971)의 작품이다. 1956년 '신협(新協)' 공연. 김규대(金圭大) 연출. 6·25를 치르고 난 뒤 전쟁이 휩쓸고 간 한국사회를 반영시켜 무질서한 사회, 도덕의 타락, 재래 가치관의 붕괴, 인간 존엄성의 상실 등을 고발한 1950년대의 수작(秀作)이다.  난리에 패가한 윤시중의 고가(古家)에 하숙한 한창선은 건강한 체격을 지닌 기관차 운전수로서 인생을 마치 기관차 운전하듯 살아간다. 이러한 그에게서 주인여자 영애는 무력한 남편에게서 충족받지 못한 욕구불만을 해소시키고 있지만 그는 그것을 하나의 유희로 받아들인다. 이 집에는 한창선 이외에 낙선 민의원과 퇴직 군수가 식객(食客)으로 있고 실명 상이군인이 들어있다. 어느날 대전에서 영애의 이복동생 영자가 찾아온다. 그런데 그녀는 백만원의 현상금이 붙어있는 여자였다. 이를 눈치채고 동회 공금을 유용한 윤시중과 그의 식객들은 그녀를 팔아먹을 기회를 노린다. 영자는 한창선과 어울려 다니고 영애는 상심한 나머지 입원까지 한다. 한편 아내를 찾아 몇 년을 헤매던 상이군인은 그녀가 자기 아내임을 확신하고 자기를 버리지 말아달라고 애원하는데 그녀는 그가 남편이 아니라고 부인한다. 그날 밤 그는 결국 자살을 한다. 그 사이 윤시중은 애지중지하던 가보(家寶)를 팔아 동회 빚을 갚으려 하다 낙선 민의원에게 사기를 당하고 나서 영자를 찾는 포주 하윤호와 거래를 한다. 그런데 영자는 한창선의 구애도 뿌리치고 총총히 대전으로 떠난다. 그녀가 기차를 놓쳐 다시 돌아온 것은 상이군인의 자살(自殺)이 밝혀지고 하윤호가 그녀를 찾으러 온 뒤였다. 그러나 영자가 하윤호가 찾던 여자가 아님이 밝혀지면서 윤시중과 퇴직 군수의 추행(醜行)이 드러난다. 이를 본 한창선은 '인간을 믿는 건 어렵고 여기가 싫어졌다'면서 떠난다.  이 작품은 테네시 윌리엄스의 <욕망이라는 이름의 전차>와의 유사성(類似性)에서 그 흥미를 찾을 수도 있는데 그것은 어디까지나 외형적인 유사성일 뿐 작품의 내용이나 주제에 있어서는 완전히 한국적인 작품임에 틀림없다.